# Fronte clandestino di resistenza dei carabinieri
Il Fronte clandestino di resistenza dei carabinieri (FCRC) è stata una formazione militare clandestina italiana, nota anche come Organizzazione Caruso o Banda Caruso, attiva in Italia durante la seconda guerra mondiale successivamente all'armistizio di Cassibile dell'8 settembre 1943, nell'ambito della resistenza romana.

## Storia
La funzione dei carabinieri anche dopo l'8 settembre 1943 era prevista dalle convenzioni internazionali: garantire la tutela dell'ordine pubblico, proteggere le caserme e i depositi di viveri, difendere i cittadini anche in una situazione di occupazione militare . 
Molti carabinieri, quando si resero conto di non potersi opporre efficacemente ai tedeschi, disertarono e abbandonarono le caserme; alla data dell'armistizio, in città vi erano 11.000 carabinieri, mentre ai primi di ottobre ne sarebbero rimasti solo 5.000. Nel mese di settembre i carabinieri non avevano sequestrato nessuna arma o denunciato alcun italiano; spesso avevano avvertito i cittadini delle operazioni di rastrellamento e aiutato i rastrellati a evadere; le armi che altri avevano sequestrato venivano messe fuori uso prima di essere consegnate ai tedeschi e quelle automatiche venivano nascoste e passate alla resistenza. 
Episodi di resistenza avvennero già nei giorni dell'armistizio. Un gruppo di allievi carabinieri, guidati dal Capitano Orlando De Tommaso, comandante della 4ª compagnia, aveva combattuto presso il ponte della Magliana contro i tedeschi, tra l'8 e il 10 settembre 1943. In quella circostanza morirono 28 carabinieri, altri morirono in altre zone di Roma negli scontri con i paracadutisti tedeschi . 
Già il 23 settembre 1943, fu costituito il Fronte militare clandestino, con l'intento di raccordare e organizzare la resistenza da parte dei militari appartenenti alle varie Armi dell'Esercito italiano, agli ordini del colonnello di stato maggiore Giuseppe Cordero Lanza di Montezemolo. Lo stesso giorno vi fu l'episodio di Salvo D'Acquisto che, assumendosi la responsabilità di un attentato che non aveva compiuto, salvò la vita a 22 ostaggi a Torre in Pietra. 
La creazione, sempre a Roma, del Fronte clandestino di resistenza dei carabinieri avvenne il mese successivo: esso fu costituito da militari dei Carabinieri Reali guidati dal generale Filippo Caruso, da pochi mesi in pensione.

Responsabile del "Nucleo informativo" del FCRC, in collegamento con il Comando carabinieri Italia Meridionale, era il colonnello Ugo Luca, del SIM (Servizio informazioni militare). Capo di stato maggiore era Ugo De Carolis. 
Il 6 ottobre 1943 era stato emesso per i Carabinieri l'ordine di disarmo (Deportazione dei carabinieri romani), era stata disposta la loro sostituzione con la Polizia dell'Africa italiana, cui era seguita la deportazione di circa 2.000-2.500 carabinieri romani nei lager tedeschi e polacchi. Le ragioni del disarmo furono molteplici. Herbert Kappler, comandante delle SS a Roma dopo l'occupazione della città, riteneva che i carabinieri fossero inaffidabili e che avrebbero ostacolato la deportazione degli ebrei, prevista per il 16 ottobre. I suoi timori erano legati non solo agli episodi di resistenza dell'8 settembre, ma anche ai fatti di Napoli, quando i carabinieri avevano aiutato la popolazione in rivolta contro i tedeschi. I carabinieri di Napoli infatti non avevano disarmato la popolazione, malgrado l'ordine ricevuto, avevano anzi fatto evadere i rastrellati e avevano avvertito coloro che potevano essere arrestati. I fascisti, inoltre, erano ostili ai carabinieri, ritenuti fedeli al Re e non a Mussolini; accusavano gli ufficiali e i sottufficiali di salutare con la mano alla visiera e non con il saluto romano, di aver arrestato il duce, di essere stati i suoi carcerieri al Gran Sasso e di aver ucciso il colonnello Ettore Muti, gerarca e ex-legionario di Fiume, durante un'irruzione nella sua villa di Fregene. 
Il fronte di resistenza dei Carabinieri, denominato anche Banda Caruso, era operativo non solo a Roma ma anche nel resto dell'Italia centrale, in collegamento con bande partigiane di varie regioni. Composta da una forza di circa 6.000 uomini, era articolata in due formazioni:
1. il "Raggruppamento territoriale", che organizzava e svolgeva l'attività informativa sui movimenti nemici;
2. il "Raggruppamento mobile", costituito da piccole squadre che mettevano a segno operazioni di guerriglia e sabotaggio.

Nel maggio del 1944 Caruso fu arrestato e torturato dalle SS, riuscendo tuttavia dopo pochi giorni a fuggire e a riprendere il comando dell'organizzazione clandestina fino alla Liberazione. Per il suo operato all'interno della Resistenza fu insignito nel dopoguerra della medaglia d'oro al valor militare.

## Persone legate al FCRC
- Filippo Caruso, generale
- Ugo Luca, ten. colonnello
- Giorgio Geniola, capitano
- Giulio Grassini, tenente
- Giuseppe Smriglio, maresciallo capo[6]
- Angelo Joppi, brigadiere
- Enrico Zuddas, brigadiere
- Giovanni Del Greco, carabiniere
- Fortunato Caccamo, "carabiniere"
- De Giusti Giovanni, carabiniere

Tra i caduti della Banda Caruso 12 furono tra le 335 vittime dell'eccidio delle Fosse Ardeatine del 24 marzo 1944:
- Raffaele Aversa, capitano
- Ugo de Carolis, maggiore
- Genserico Fontana, tenente
- Gaetano Forte, carabiniere
- Giovanni Frignani, tenente colonnello
- Calcedonio Giordano, corazziere
- Candido Manca, brigadiere
- Francesco Pepicelli, maresciallo
- Augusto Renzini, carabiniere
- Romeo Rodriguez Pereira, tenente
- Gerardo Sergi, brigadiere
- Manfredi Talamo, tenente colonnello,

tutti insigniti di Medaglia d'oro al valor militare alla memoria.